# 1981年飓风卡特里娜
飓风卡特里娜（英語：Hurricane Katrina）是一场形成日期较晚的热带气旋，也是1981年大西洋飓风季第11场获命名的风暴和第七场飓风，于1981年11月袭击巴哈马和大安的列斯群岛部分地区。气旋源自11月3日西加勒比海的扰动天气区，起初增强速度缓慢，于11月5日升级成热带风暴并获名“卡特里娜”。约六小时后，风暴达到持续风速每小时140公里的最高强度。气旋于11月6日清晨沿古巴卡马圭省南岸登陆，然后快速减弱成热带风暴，并于数小时后进入大西洋。卡特里娜接下来加速向东北移动，于11月6日晚经过巴哈马，再于11月7日同锋面天气系统合并后不久完全消散。
大开曼出现海龙卷风，将一棵葡萄树扯断并砸入布拉奇礁酒店的酒吧。古巴降下暴雨，最高降雨量达400毫米。受此影响，该国山区在风暴经过期间爆发山洪。卡马圭省南部有多座桥梁和多条铁路被冲毁，另有两家制糖厂受损。估计有4641户民居遭受破坏，其中39套毁于一旦。此外，约有80%的甘蔗作物受损。卡马圭省有两人在试图渡过暴涨的河流时溺毙。巴哈马降下360毫米雨量，包括西瓜、西红柿和玉米在内的农作物受损，其中又以长岛灾情最为严重。

## 气象历史
1981年11月1日，西加勒比海发展出由大范围云系和雷暴带组成的扰动天气区，随后又开始形成低气压区。11月3日清晨，气象机构把位于开曼群岛以南约240公里海域的天气系统归类成热带低气压。国家飓风中心在当时的实际操作中于协调世界时11月3日晚22点开始针对气旋发布公告。首份公告中判断热带低气压的增强速度缓慢，但对流强劲，所以估计会在24小时内达到热带风暴标准。。11月4日清晨，气旋依然杂乱无章，卫星图像和加勒比海多间气象站的观测结果都表明低气压没有强化。不过，仅过了数小时，气旋就在向北飘移期间升级成热带风暴并获名“卡特里娜”（Katrina）。
风暴继续增强并缓慢转向东北偏北，之后又转朝东北移动。但在飓风猎人侦察机确认气旋内的风暴达到热带风暴强度后，美国国家飓风中心才于11月4日下午16点把气旋归类成热带低气压。11月5日早上6点，卡特里娜的强度达到萨菲尔-辛普森飓风等级下的一级飓风标准。侦察机于当天测得980毫巴（百帕，29英寸汞柱）的最低气压，地面观测结果显示风暴的持续风速达到每小时140公里，这也是卡特里娜的最高强度。接下来飓风在逼近古巴期间略有减弱，于11月6日以风力时速120公里强度登陆该国卡马圭省。进入陆地上空后不久，气旋减弱成热带风暴。受美国东岸近海的低压槽逐渐增强影响，卡特里娜加速向东北偏东前进。到了11月6日下午13点30分，风暴已进入大西洋。当晚，卡特里娜在穿越巴哈马中部期间缓慢减弱，之后侦察机已无法定位闭合环流，气旋于11月7日晚在百慕大东南偏南方向约610公里洋面消散。

## 防灾措施和影响

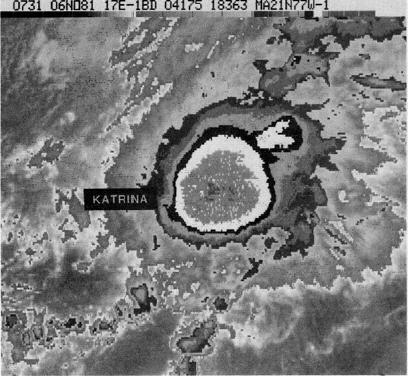
1981年11月6日飓风卡特里娜的卫星图像

据哈瓦那电台消息，面对卡特里娜来袭，古巴中部有15万人和12万头牛转移，古巴民防官员向五个省发出风暴预警。巴哈马中部和东部进入飓风观察预警生效状态。有关部门建议佛罗里达州东南沿海地区的小型船只留在港口附近，不过气象机构预测气旋不会对美国构成威胁，之后的实际情况也确实如此。
开曼群岛各地的降雨量普遍达到300毫米。大开曼出现海龙卷风，将一棵葡萄树扯断，砸入布拉奇礁酒店的酒吧。古巴的最高降雨量达400毫米，24小时最高降雨量也有331毫米。受此影响，该国山区在风暴经过期间爆发山洪。卡马圭省南部有多座桥梁和多条铁路被冲毁，另有两家制糖厂受损。估计有4641户民居遭受破坏，其中39套毁于一旦。此外，约有80%的甘蔗作物受损。卡马圭省有两人在试图渡过暴涨的河流时溺毙。巴哈马降下360毫米雨量，虽然没有人员伤亡，但群岛中部降下的暴雨还是导致长岛的西瓜、西红柿和玉米作物受损。受风暴造成的恶劣天气影响，本森与何吉金杯板球赛第15场比赛被迫取消。